# Ali Sultan Tawaji
Ali Sultan Tawaji o Tawwaji fou un amir de Tamerlà, que actuava als darrers anys del conqueridor (segle XV). A la batalla d'Ankara (28 de juliol de 1402) l'ala esquerra de l'exèrcit timúrida anava manada pels prínceps Xah Rukh (timúrida) i Khalil Sultan, amb l'amir Sulayman Xah de lloctinent i els amirs Yadighar Barles, Sultan Husayn Mirali, Ali Sultan Tawaji i Musa Taychi'ut com a comandaments principals.
Després de la victòria sobre els otomans, Ali Sultan Tawaji va participar, entre altres tasques, en l'ocupació d'Egridir, vila del país d'Hamid (Hamid Ili) situada a la vora del llac Felek Abad. Els mirzes (prínceps) Xah Rukh (timúrida), Iskandar i Sultan Husayn Mirza, recolzats pel cos de Shaikh Nur al-Din, Shaikh Mali, Ali Sultan Tawwaji i Sünjuk Bahadur, van arriba a la vesprada a Egridir (19 de febrer de 1403) i la van ocupar l'endemà en unes hores (20 de febrer de 1403) i la major part dels habitants foren massacrats mentre la resta va poder fugir en els vaixells i es va refugiar en una fortalesa a una illa del llac, anomenada Nisi o Nisibin.